# ケネディ・コンパウンド

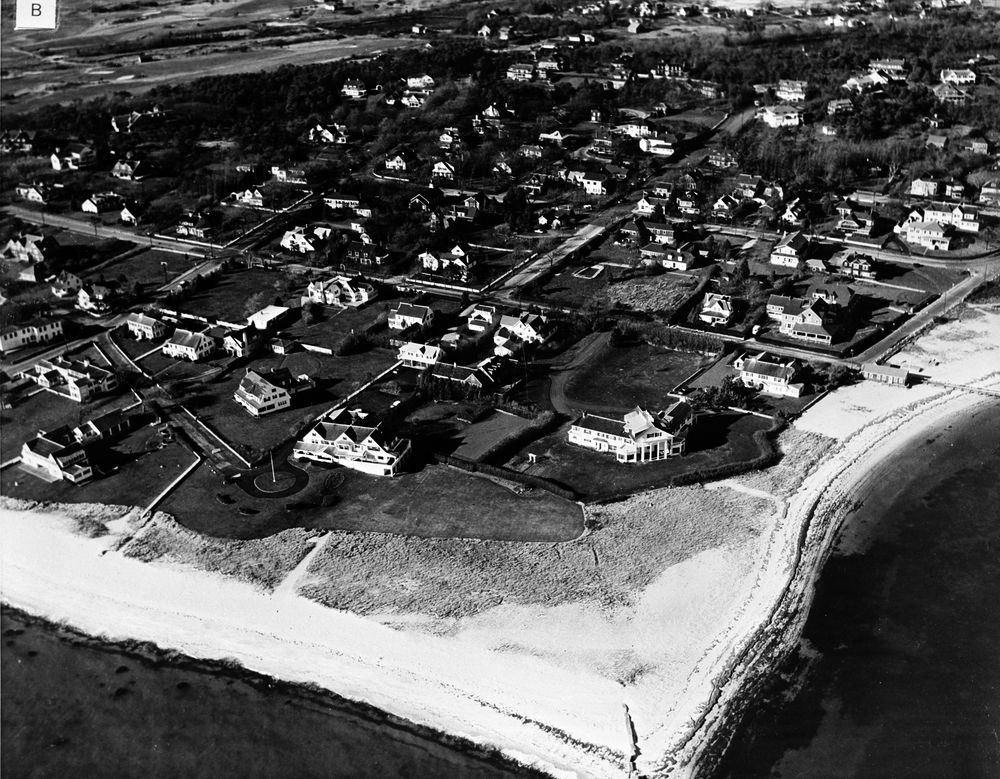
上空から見たケネディ・コンパウンド。写真手前に見えるロータリーの前の別荘がジョセフのもの、その左隣の敷地にロバート・エセル夫妻の別荘、その後方にジョン・ジャクリーヌ夫妻の別荘地

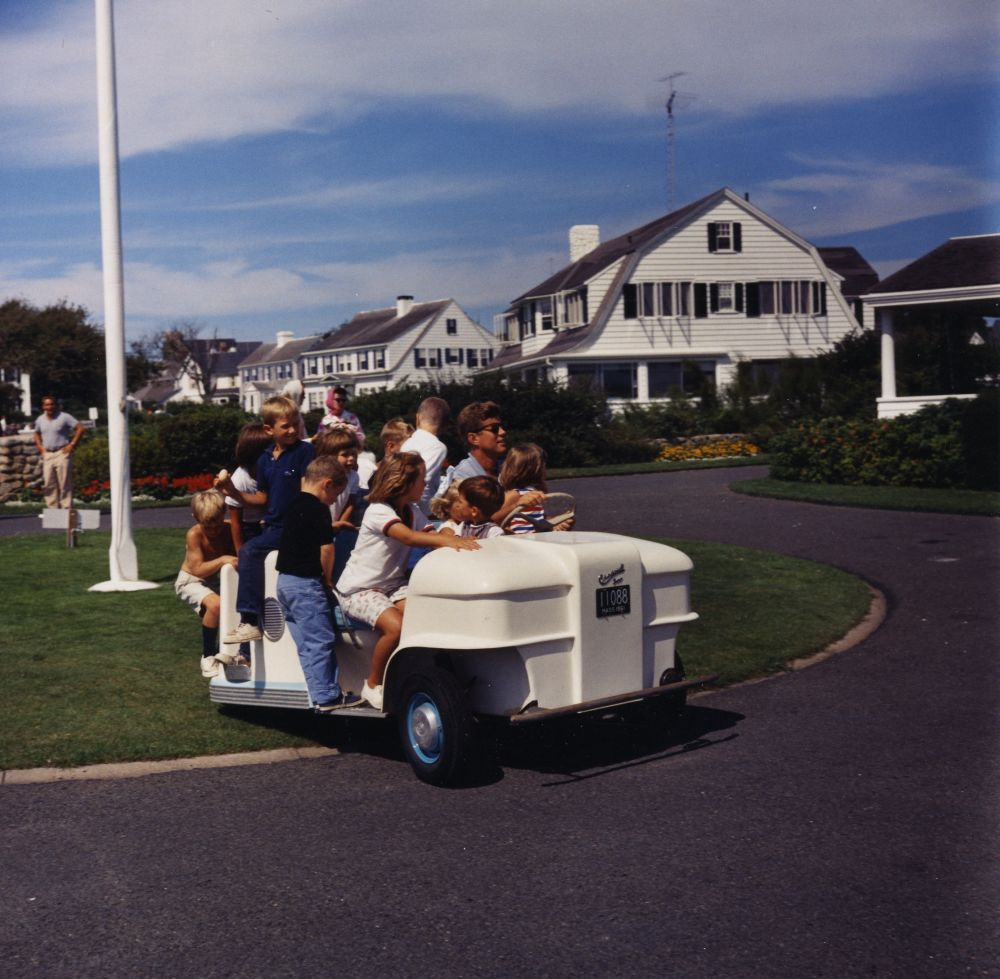
敷地内をカートで案内するケネディ大統領。1962年

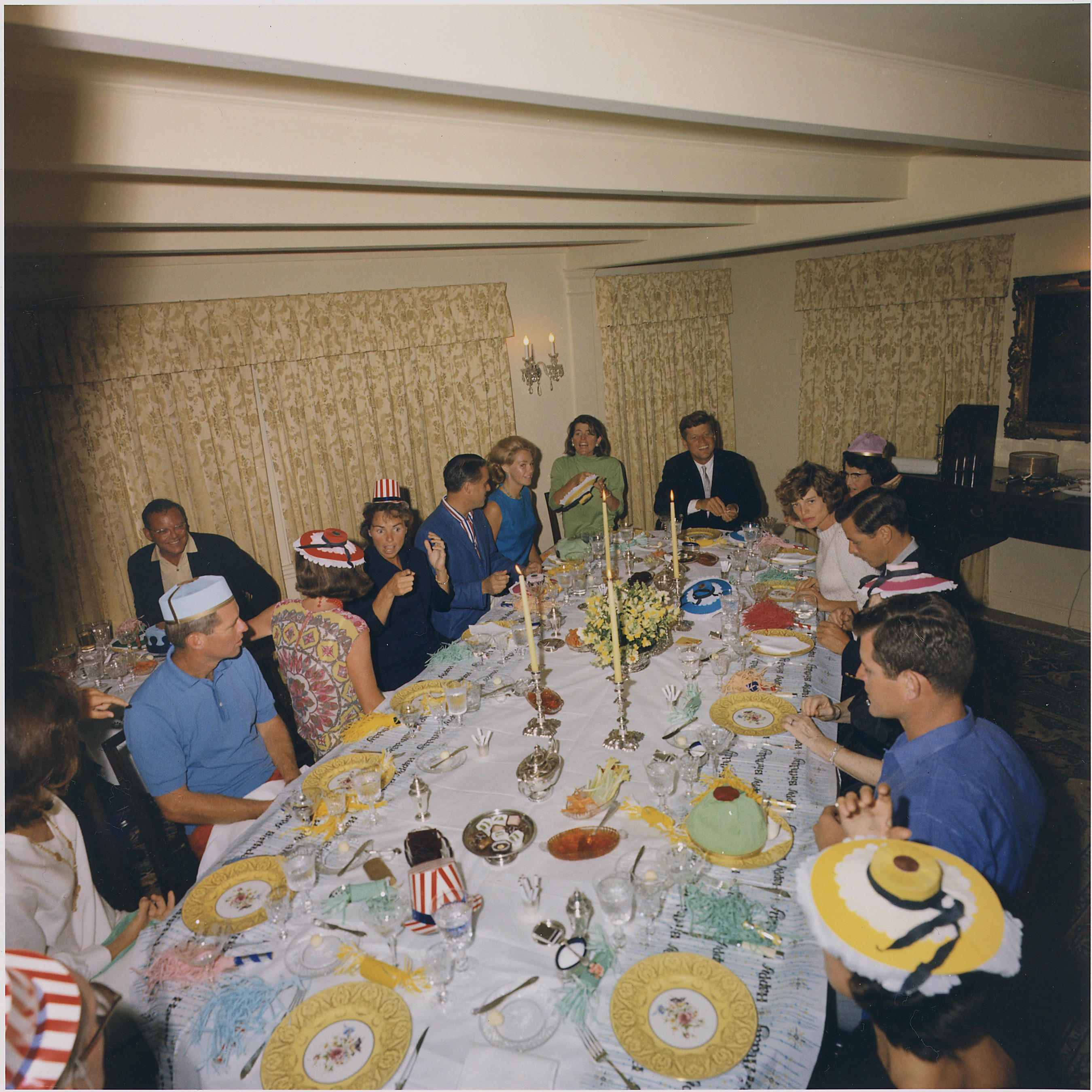
別荘の内部。ジョセフの誕生日風景。1963年

ケネディ・コンパウンド (英語: Kennedy Compound) は、アメリカ合衆国マサチューセッツ州ケープコッドの国定歴史地区ハイアニス・ポートにあるケネディ家の夏の別荘地のひとつ。

## 概要
約24,000 m²の敷地内に3つの別荘がある。第一の別荘は1904年の建造で、1928年にジョセフ・P・ケネディが家族と夏を過ごす別荘として購入、ジョン・F・ケネディはじめ、9人の子供たちは幼少期から夏をここで過ごし、ヨットなどに興じた。1956年にはジョンも父の別荘近くに自身の別荘を構え、1959年には弟のエドワード・ケネディも隣接した別荘を購入、これを1961年にロバート・ケネディとエセル夫妻に譲った。
ジョンはケネディ・コンパウンドを1960年の大統領選のキャンペーンの基地として使い、大統領就任中の1961年から1963年まで夏のホワイトハウスとして使用した。エドワードは1982年から父親の別荘を自宅として使い、2009年にここで没し、別荘は2012年にエドワード・ケネディ米国議会研究所に寄付された。2019年には、ロバートの孫（次女の娘）が薬物過剰摂取とみられる原因でケネディ・コンパウンドで死亡した。
一般の敷地内の立入は許可されていない。隣町のハイアニス (マサチューセッツ州)にジョン・F・ケネディ・ハイアニス博物館がある。

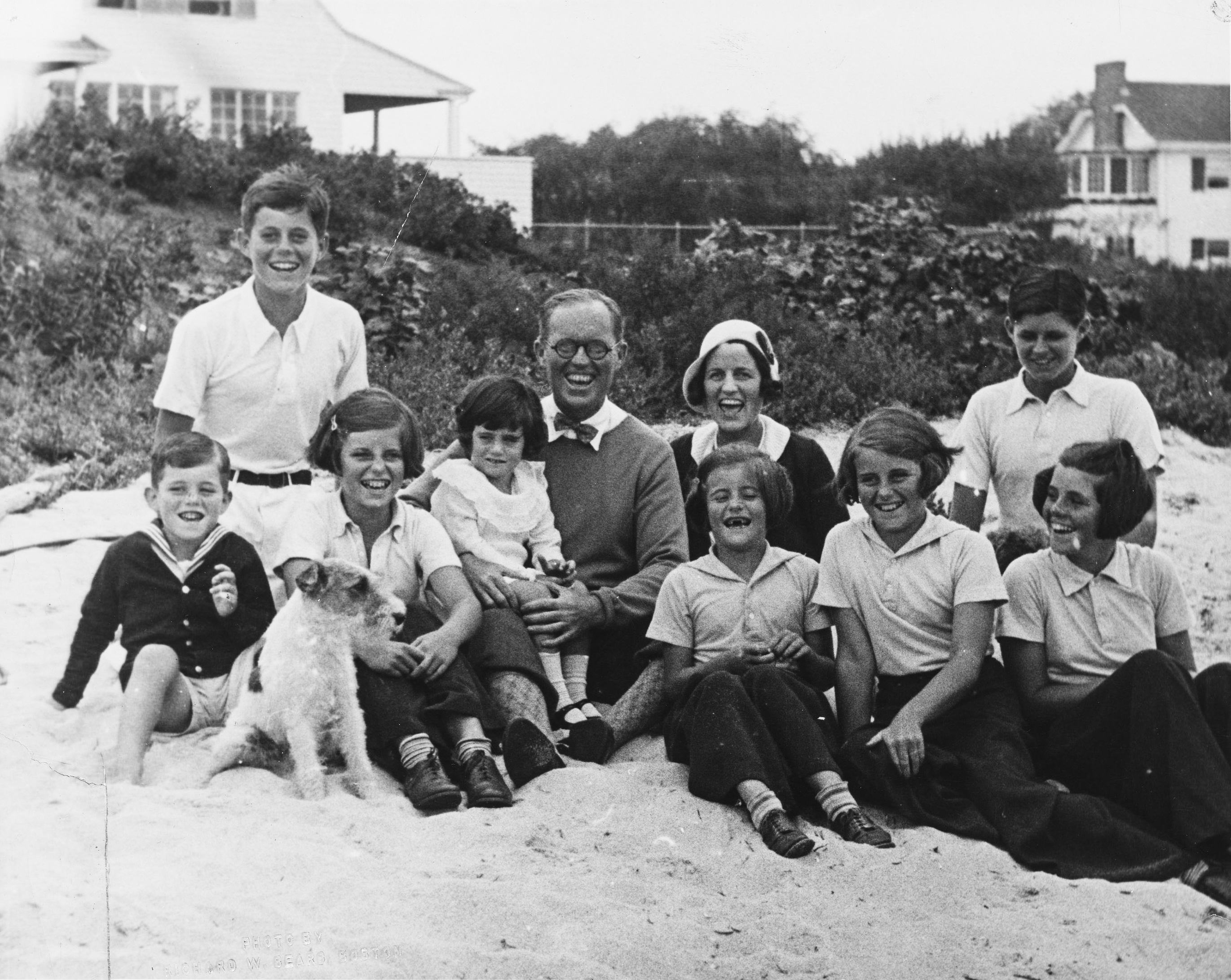
別荘で過ごすケネディ一家。1931年。左よりロバート・ケネディ、 ジョン・F・ケネディ、ユーニス、ジーン、ジョセフ・P・ケネディと妻ローズ、パトリシア、キャスリーン、ジョセフ・P・ケネディ・ジュニア、ローズマリー・ケネディ。
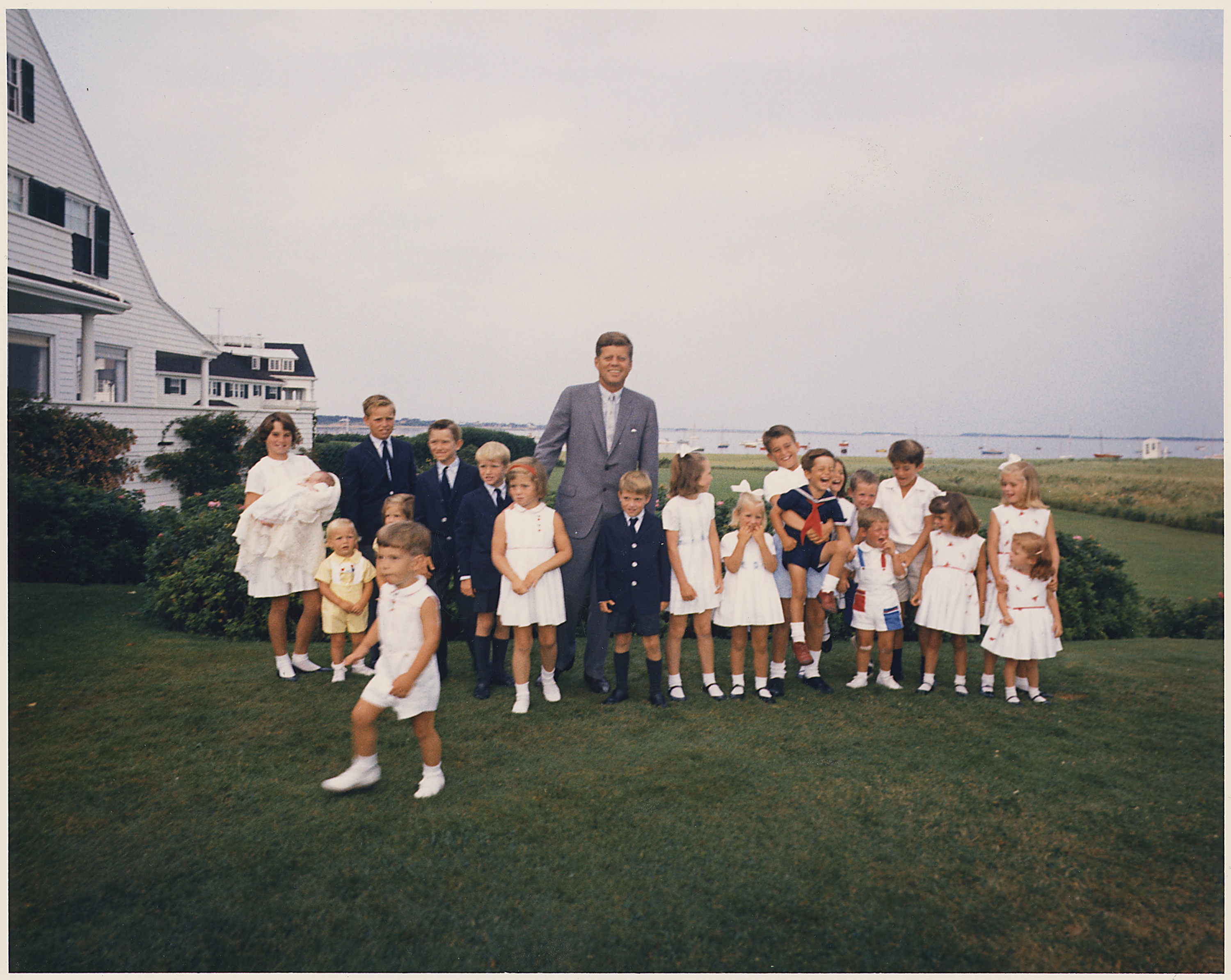
ケネディ・コンパウンドのケネディ大統領と一族の子供たち。1963年。左より弟のクリストファーを抱くキャスリーン・ケネディ・タウンゼンド、エドワード・ケネディ・ジュニア、ジョセフ・P・ケネディ・二世、カラ、ロバート・ケネディJr、デビッド、キャロライン・ケネディ、ケネディ大統領、マイケル、コートニー、ケリー、ボビー・シュライバー（ユーニスの子）と弟のティモシー・ペリー・シュライバー、妹のマリア・シュライバー（アーノルド・シュワルツネッガーの元妻）、スティーブ・スミス・Jr（ジーンの子）と弟のウィリアム、クリストファー・ケネディー・ローフォードと妹たち（ヴィクトリア、シドニー、ロビン）。
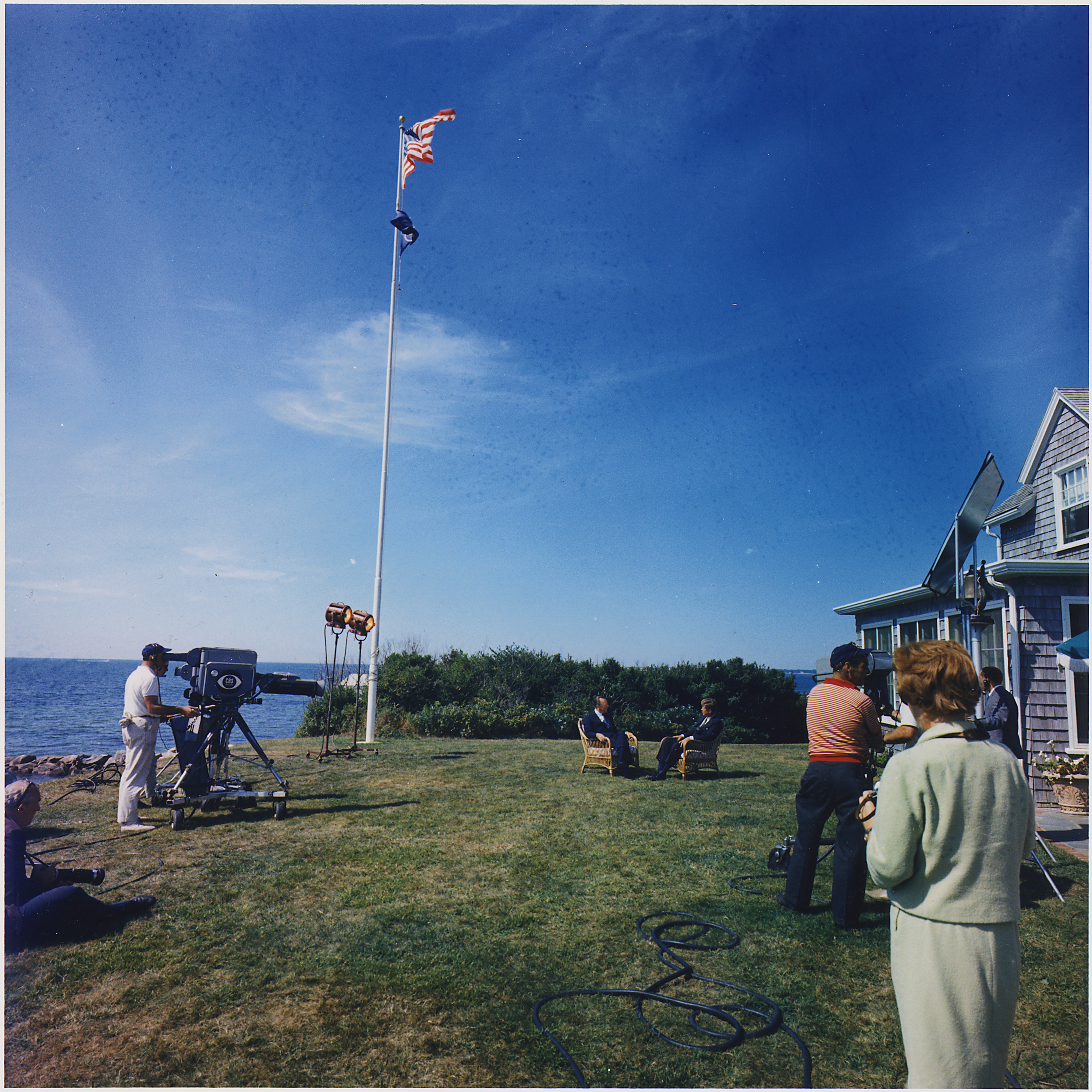
ケネディ・コンパウンドの別荘でウォルター・クロンカイトのインタビューを受けるケネディ大統領。1963年
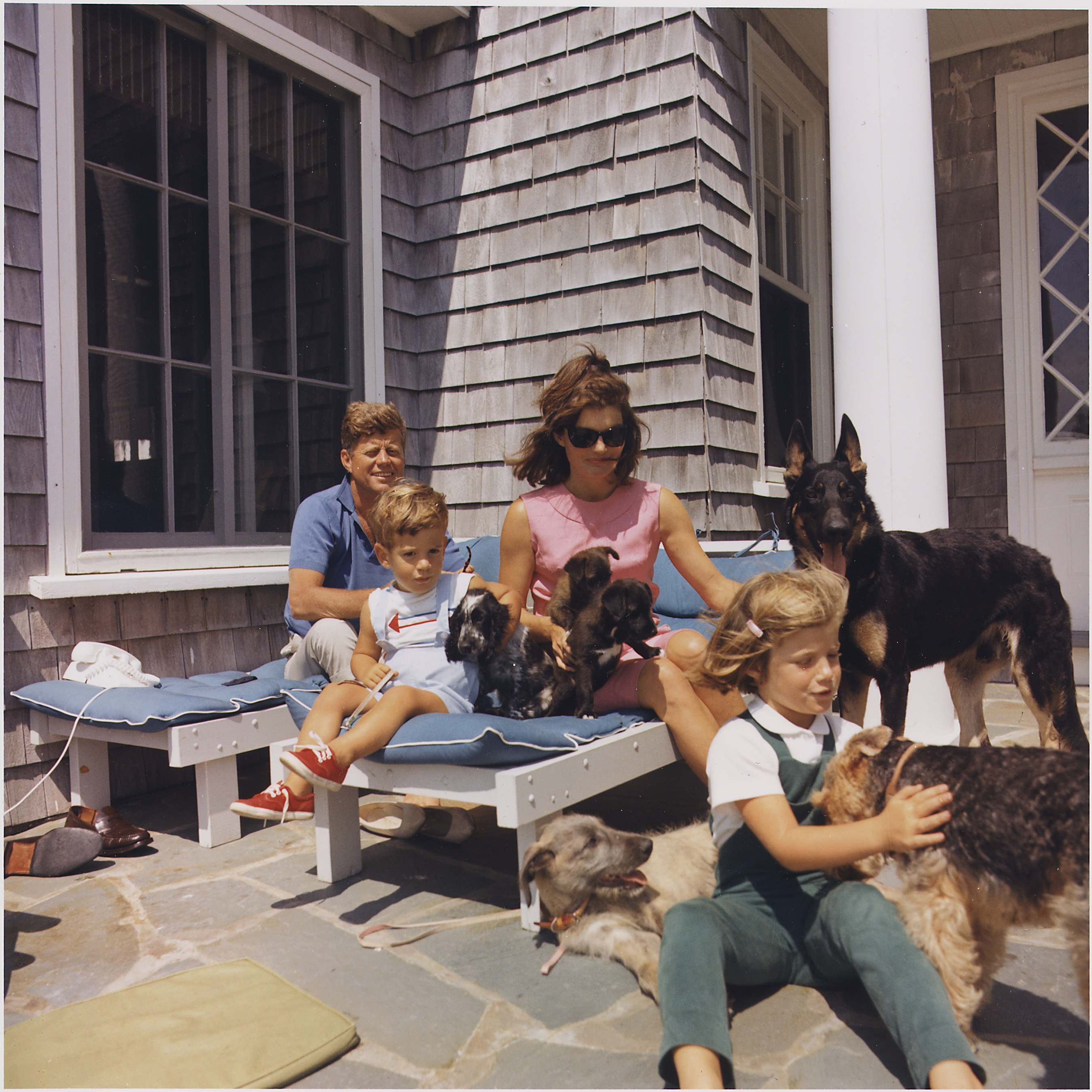
週末にケネディ・コンパウンドの別荘で寛ぐケネディ大統領と妻のジャクリーヌ・ケネディ、長女のキャロライン・ケネディ、長男ジョン・フィッツジェラルド・ケネディ・ジュニア。